# Den Norske Nobelkomite
Den Norske Nobelkomite er en komité, bestående af fem personer udpeget af Stortinget, som uddeler Nobels fredspris. Personerne vælges for en seks-årsperiode med mulighed for genvalg. De behøver ikke være norske statsborgere, men til dags dato har alle været det. Komiteen vælger selv formand og næstformand. Geir Lundestad (60) har været sekretær og direktør for Nobelinstituttet siden 1990.
Tidligere kunne regeringsmedlemmer være medlemmer af komiteen. Denne praksis blev ændret i 1937, fra 1977 blev det praksis at stortingsmedlemmer ikke vælges ind i komiteen, men i december 1984 blev stortingsformanden Odvar Nordli valgt som medlem. Nordli trådte året efter ud af Stortinget, men han deltog i komiteens møder mens han sad i Stortinget. I dagens komite er fire af fem tidligere stortingsmedlemmer, undtagelsen er Ole Danbolt Mjøs. Sissel Marie Rønbeck og Karin Cecilie (Kaci) Kullmann Five er tidligere regeringsmedlemmer.
Komiteen er totalt uafhængig, og tager ikke mod instrukser eller pålæg fra nogen side i forbindelse med bedømmelse af prisforslagene. Ingen drøftelser i forbindelse med valget af kandidater til de forskellige priser skal omtales af Nobelkomiteerne. Nobelkomiteen holder alle sine møder i et specielt møderum i Nobelinstituttet. Væggene i dette rum er dekoreret med portrætter af samtlige personlige fredsprismodtagere.

## Den Norske Nobelkomite 2009-2011
- Thorbjørn Jagland, leder
- Kaci Kullmann Five
- Sissel Marie Rønbeck
- Inger-Marie Ytterhorn
- Ågot Valle

Stedfortrædere:
- 1. Knut Vollebæk
- 2. Christopher Stensaker
- 3. Sverre Lodgaard

Sekretær (ansat): Geir Lundestad

## Eksterne links
- Norwegian Nobel Committee – officiel website Arkiveret 9. november 2000 hos  Wayback Machine
- Nobel Prize – official websiteArkiveret 13. december 2012 hos  Wayback Machine